# كريستوفر إريت
كريستوفر إريت (ولد 27 يوليو 1941)، باحث أمريكي في التاريخ الأفريقي واللغويات التاريخية الأفريقية، يعمل كأستاذ باحث في جامعة كاليفورنيا حاليًا، عُرف بجهوده في ربط بين التصنيفات اللغوية وإعادة التشكيل بالسجل الأثري. قام بنشر عشرة كتب، كان آخرها التاريخ وشهادة اللغة (2011)، ومعجم لغة سانداوي (2012)، وقد شاركت زوجته باتريشيا إريت في تحرير آخر كتبه. قام بكتابة حوالي سبعين مقالًا علميًا حول مجموعة واسعة من المواضيع التاريخية واللغوية والأنثروبولوجية. تضمنت هذه الأعمال مقالات فردية عن تصنيف لغة بانتو الفرعي، وعن إعادة البناء الداخلي في اللغات السامية. وأيضًا عن إعادة بناء لغة الكوشية البدائية ولغة الكوشية الشرقية البدائية؛ وعن تصنيف اللغات الصومالية بمشاركة محمد نوح علي. كما أنه ساهم في عديد من الموسوعات حول مواضيع أفريقية وتاريخ العالم.

## مهنته
ركز إريت في كتبه التاريخية على التاريخ الأفريقي القديم. ناقش في كتابه «عصر أفريقي كلاسيكي» (1998)، تصوره شرق إفريقيا على أنها «عصر كلاسيكي» خلال فترة 1000 قبل الميلاد إلى 400 بعد الميلاد، تكونت فيه مجموعة متنوعة من التقنيات والهياكل الاجتماعية الرئيسية لأول مرة. كتابه «حضارات إفريقيا: تاريخ حتى عام 1800» (2002) جمع كل التاريخ الأفريقي من نهاية العصر الجليدي الأخير وحتى نهاية القرن الثامن عشر. وقام أيضًا بتحرير «إعادة البناء الأثري واللغوي للتاريخ الأفريقي» (1982) مع عالم الآثار ميريك بوسنانسكي، قام بدراسة حالة الميدان في ذلك الوقت وتأثيرها النتائج اللغوية والأثرية في المناطق الرئيسية المختلفة في القارة.
وصف رونالد أتكينسون كتاب كريستوفر "عصر أفريقي كلاسيكي" بأنه "ليس سهل القراءة ولا خفيف"، ولكنه أنهى كلامه بأنه "كتاب ثري بصورة ملحوظة بالتاريخ الاجتماعي والثقافي..." وأنه "سوف يكون بحد ذاته سيكون منهج دراسي كلاسيكي في تاريخ أفريقيا القديم لسنوات عديدة قادمة ". وقال الراحل كينيل جاكسون من ستانفورد، في كتابه" المؤرخ"، إنه "في منتصف الكتاب، يصبح اتساع تأليفه واضحًا، بالإضافة إلى إنجازاته كمفهم تاريخي. يتحدى مرارًا الأفكار الصيغية حول السببية، والخطية كنموذج للتغيير، والعوامل الثقافية التي تؤثر على الابتكار…. كتب إريت كتابًا رائعًا عن التاريخ الأفريقي، مما يعزز نوعًا موسعًا ومختلفًا عن دراسات العبودية المعتادة والتاريخ الاجتماعي الاستعماري العصري. قدم بيتر روبرتشو في "مجلة المعهد الملكي للأنثروبولوجيا" استنتاجًا أكثر دقة: "لقد أنتج غريت تاريخًا متماسكًا ومفصلاً بصورة ملحوظة والذي سيحفز المزيد من البحوث".
قامت المؤرخة إسبيرانزا بريزويلا جارسيا بوصف كتاب «حضارات أفريقيا لمراجعة الدراسات الأفريقية» أثناء مراجعتها له بأنه «صعب ومبتكر» لأنه عرض «التاريخ القديم لأفريقيا في سياق عمليات تاريخية واسعة مثل تنمية الزراعة، وظهور الأعمال المعدنية، وتطور التجارة…. وهو أعطي هذه المواضيع استعراض شامل ومتقن…. ومن خلال النظر في مواضيع واسعة من تاريخ التجارب البشرية، استطاع إريت شرح ما يجعل إفريقيا فريدة وما جعلها قابلة للمقارنة مع القارات الأخرى». وختمت قائلة: «إن أهم إنجاز لكتاب إريت هو أنه أخذ التاريخ القديم للقارة على محمل الجد وقدمه بالتفصيل وبالشكل الذي ينصف تعقيده وعمقه بعد طول انتظار. يأمل المرء أن يكون كريستوفر إريت قد بدأ اتجاهاً جديداً في كتابة كتب التاريخ الأفريقية، وهو الاتجاه الذي يتحدى التسلسل الزمني والأفكار المقبولة سابقاً ويقدم لنا تفسيراً يربط بين التاريخ الاجتماعي والاقتصادي والسياسي والثقافي».
سكوت ماك اتشيرن، أضاف وجهة نظر عالم الآثار في مراجعته لنفس الكتاب في مجلة تاريخ أفريقيا: «الكتاب مكتوب جيدًا وشامل ويوضح بوفرة ثراء المجتمعات الأفريقية وتعقيدها على مدى آلاف السنين. وجود مناقشة أكثر حول المنهجيات وتوافق البيانات، وأيضًا وجود قائمة مرجعية مكتملة أكثر، كان ليجعل الكتاب مفيًدا أكثر. كان ليجعله كتابًا تمهيديًا جيدًا لمقررات التاريخ الأفريقي، خاصة إذا اُستكملت بالكتب والأوراق التي تبين طرق البحث الأخرى ونتائجها».
كتاب إريت اللغوي، "إعادة بناء اللغة الأفروآسيوية الأولية (بروتو أفراسيان): حروف العلة، والنغمة، والحروف الساكنة، والمفردات (1995)"، هو الموضوع مقالة المراجعة: أفريقيا وما وراء البحار (العنوان الأصلي بالألمانية: Afrika und Übersee) للباحث البارز في اللغات الأفروآسيوية إيكيهارد وولف. قال وولف: "أعمال إريت العظيمة مثل سباق قفز الموانع للخيول عبر أصعب التضاريس، حيث يظل الفارس على السرج جيدًا بشكل مذهل حتى عند أكثر العوائق حدة، وعندما يقيمونه النقاد، يصطدم عند عقبة واحدة فقط (... نغمة). إنه كتاب شبه مستحيل وشجاع للغاية وربما تاريخي ".) وختمها وولف بعد لن قدم تعليق نقدي شامل على محتويات الكتاب: ("سعى إريت إلى كتابة ما لا يقل عن" كلاسيك "المستقبل. . . .)
نشر كتابه هذا في نفس العام الذي نشر فيه عمل آخر قابل للمقارنة تكلم عن نفس عائلة اللغة، وهو«قاموس أصل اللغة الحامية السامية: مواد لإعادة البناء» لفلاديمير أوريل وأولغا ستولبوفا. قدم اثنان من النقاد مراجعة تقييمية يقارنون فيها الكتابين، جون جريبين في ملحق التايمز الأدبي في 1 نوفمبر 1996، وروبرت راتكليف في مقالة، «المعجم الأفروآسيوي المقارن: الآثار المترتبة على مقارنة اللغة طويلة (ومتوسطة المدى)». كتب جريبين مراجعة إيجابية بشدة؛ بينما راتكليف أتخذ موقفًا أكثر سلبية تجاه كلا الكتابين.
تلقى كتاب إريت «إعادة إعمار تاريخي مقارن لغة النيلية الصحراوية (2001)»استقبالًا متباينًا. قدم فاكلاف بلاسيك بيانات إضافية في مقالة مراجعة أعدها في الأصل لـ «أوراق عمل اللغات الأفريقية» (العنوان الأصلي بالألمانية: Afrikanische Arbeitspapiere)، معظمها، على حد قوله، «تؤكد مجموعات إريت المتشابهة» وتابع، «أضعف نقطة في… وأي دراسة تتكون من دلالات. نهج إريت نوعا ما نافع…. لكن على أي حال، فإن عمل إريت في الوقت الحالي يدل على تقدم كبير». وأثار عالم الاجتماع واللغوي جيرارد فيليبسون في مراجعته في «مجلة اللغات الأفريقية واللغويات» أسئلة حول بعض الروابط الدلالية، ولديه شكوك حول بيئات بعض التغييرات الصوتية المقترحة في الكتاب. ولديه أيضًا مشاكل مع استخدام إريت للأدلة من اللغات السودانية الوسطى المتفرعة من عائلة اللغة النيلية الصحراوية، لكنه يجد حججه المتعلقة باللغة الساحلية الشرقية الفرعية (شرق السودان) مقنعة و «راسخ». وبرر في الختام:(«حتى الباحثين الذين يعارضون إعادة الإعمار هذه سيكون لديهم، على أي حال، كمية من المواد، واضحة أمامهم طوال الوقت، يمكنهم الاعتماد عليها إما لتحدي ما هو مقترح أو إعادة بنائه. وفي المجمل هو عمل لا يمكن تجاهله».)  ونشر روجر بلانش، عالم الأنثروبولوجيا التنموية، مقارنة نقدية بين عمل إريت وعمل بيندر المقارن حول عائلة اللغة النيلية الصحراوية في «مجلو أفريقيا وما وراء البحار» عام 2000، ويبدو أنه كتب قبل صدور الكتاب نظرًا إلى التاريخ. أنه قد يكون مستندًا جزئيًا على مخطوطة أولية لإريت من أوائل التسعينيات.

## السنوات الأخيرة
في السنوات الأخيرة، أكمل إريت عمله في عدة اتجاهات جديدة. أحدها كان تاريخ وتطور أنظمة القرابة البشرية المبكرة. وكان اهتمامه الآخر هو تطبيق أساليب إعادة البناء التاريخي من الأدلة اللغوية على القضايا في النظرية الأنثروبولوجية وفي تاريخ العالم. وقد تعاون أيضًا مع علماء الوراثة في السعي إلى الربط بين اللغويات والنتائج الجينية (على سبيل المثال، سارة تيشكوف، وفلويد ريد، وفريدلندر، وأليسيا رانسيارو، وغيرهم) في عمل ("التركيب الجيني وتاريخ الأفارقة والأمريكيين الأفارقة"، العلوم 324، 22 مايو 2009) وفي تطوير أدوات رياضية لتأريخ التاريخ اللغوي (على سبيل المثال، أندرو كيتشن، وشيفيرو أسيفا، وكوني موليجان) لعمل" تحديد التحليل النشوئي البايزي للغات السامية، وأصل العصر البرونزي المبكر للغات السامية في الشرق الأدنى، ووقائع الجمعية الملكية (ب): العلوم البيولوجية، يوليو 2009).

## كتبه
- حضارات إفريقيا: تاريخ حتى عام 1800. الطبعة الثانية. شارلوتسفيل: مطبعة جامعة فيرجينيا، 2016.
- معجم لغة سانداوي: معجم وثقافة شعب خويسان في تنزانيا. (سي إريت وباتريشيا إريت، محرران. كولن: Rüdiger Köppe Verlag 2012.
- التاريخ وشهادة اللغة. بيركلي، لوس أنجلوس، لندن: مطبعة جامعة كاليفورنيا، 2011.
- حضارات إفريقيا: تاريخ حتى عام 1800. شارلوتسفيل: مطبعة جامعة فرجينيا، 2002.
- إعادة إعمار تاريخي مقارن للغة النيلية الصحراوية. كولونيا: Rüdiger Köppe Verlag، 2001.
- عصر أفريقي كلاسيكي: شرق وجنوب إفريقيا في تاريخ العالم، من 1000 قبل الميلاد إلى 400 بعد الميلاد. شارلوتسفيل: مطبعة جامعة فرجينيا، 1998.
- إعادة بناء Proto-Afroasiatic (Proto-Afrasian): حروف العلة، والنغمة، والحروف الساكنة، والمفردات (1995). بيركلي، لوس أنجلوس: مطبعة جامعة كاليفورنيا، 1995.
- إعادة البناء الأثري واللغوي للتاريخ الأفريقي. (C. Ehret and M. Posnansky، eds.) بيركلي، لوس أنجلوس: مطبعة جامعة كاليفورنيا، 1982.
- إعادة البناء التاريخي لعلم الأصوات والمفردات الكوشية الجنوبية. برلين: رايمر، 1980.
- الإثيوبيون وشرق إفريقيا: مشكلة الاتصالات. نيروبي: دار نشر شرق إفريقيا، 1974.
- تاريخ الجنوب النيلي: مناهج لغوية لدراسة الماضي. إيفانستون، إلينوي: مطبعة جامعة نورث وسترن، 1971.

## روابط خارجية
- أعماله
- محادثة مع كريستوفر إريت، تاريخ العالم متصل المجلد. 2 رقم 1 (نوفمبر 2004)
- تقييمات العصر الكلاسيكي الأفريقي، 2007